# Kosso
Albert Dervishaj (Heerlen, 16 april 1996), beter bekend als Kosso, is een Nederlandse rapper, bodybuilder en ondernemer.
Dervishaj werd geboren in Heerlen. Zijn ouders zijn etnische Albanezen uit de stad Deçan in Kosovo. In 2013 verscheen hij voor het eerst bij 101Barz. Daarna werkte hij met verschillende artiesten, waaronder rapper Boef, Josylvio, Ali B, Hef en Murda. Sinds 2014 heeft Dervishaj een relatie met rapper Dorentina, die net als hij van Albanese afkomst is. De twee hebben samen meerdere singles en albums opgenomen, waarvan "Beauty and the Beast II" in mei 2021 de laatste is. Kosso en Dorentina behaalden alleen in 2020 al ruim 90 miljoen streams op Spotify. Sinds begin 2021 heeft hij een platencontract bij Sony Music Entertainment. Ook is hij sinds 2019 eigenaar van verschillende ondernemingen, onder andere in voedingssupplementen.
In 2024 deed Dervishaj mee aan het televisieprogramma De Alleskunner VIPS waar hij op de veertiende plaats eindigde.

## Discografie

### Albums
| Album                                   | Verschijnen      | Label               | Hitlijsten | Hitlijsten | Hitlijsten | Hitlijsten | Opmerkingen |
| Album                                   | Verschijnen      | Label               | BE (VL)    | BE (VL)    | NL         | NL         | Opmerkingen |
| Album                                   | Verschijnen      | Label               | Piek       | Weken      | Piek       | Weken      | Opmerkingen |
| --------------------------------------- | ---------------- | ------------------- | ---------- | ---------- | ---------- | ---------- | ----------- |
| Deze tijd                               | 7 februari 2016  | Eigen beheer        | —          | —          | 75         | 2          | Studioalbum |
| Nooit te laat                           | 7 juli 2017      | SOB Music/AMG Music | 36         | 10         | 5          | 17         | Studioalbum |
| Beti                                    | 10 augustus 2018 | SOB Music/AMG Music | 46         | 3          | 11         | 5          | Studioalbum |
| Kasttape, vol. 1: King of the south     | 18 januari 2019  | Eigen beheer        | 189        | 1          | 36         | 1          | Studioalbum |
| Beauty and the beast (met Dorentina)    | 7 februari 2020  | Eigen beheer        | 65         | 3          | 7          | 7          | Studioalbum |
| Beauty and the beast II (met Dorentina) | 30 mei 2021      | Eigen beheer        | 108        | 1          | 18         | 4          | Studioalbum |

### Nummers met notering(en) in een hitlijst
| Lied                               | Verschijnen      | Album                   | Hitlijsten | Hitlijsten | Hitlijsten   | Hitlijsten   | Opmerkingen       |
| Lied                               | Verschijnen      | Album                   | BE (VL)    | BE (VL)    | NL (Top 100) | NL (Top 100) | Opmerkingen       |
| Lied                               | Verschijnen      | Album                   | Piek       | Weken      | Piek         | Weken        | Opmerkingen       |
| ---------------------------------- | ---------------- | ----------------------- | ---------- | ---------- | ------------ | ------------ | ----------------- |
| Money voor mij (met Ali B en Boef) | 7 juli 2017      | Nooit te laat           | —          | —          | 74           | 1            |                   |
| Bella (met Dorentina)              | 8 maart 2019     | Beauty and the beast    | —          | —          | 100          | 1            |                   |
| 500 ps (met Dorentina)             | 17 januari 2020  | Beauty and the beast    | tip        | —          | 43           | 6            | Goud in Nederland |
| Al van mij (met Dorentina)         | 31 januari 2020  | Beauty and the beast    | —          | —          | 62           | 1            |                   |
| Shot (met Dorentina)               | 7 februari 2020  | Beauty and the beast    | —          | —          | 24           | 4            |                   |
| Patte (met Dorentina)              | 17 juli 2020     | Beauty and the beast II | —          | —          | 96           | 1            |                   |
| Tijd (met Dorentina)               | 26 februari 2021 | Beauty and the beast II | —          | —          | 64           | 1            |                   |
| Bij je (met Dorentina)             | 11 april 2021    | Beauty and the beast II | —          | —          | 86           | 1            |                   |
| Rood licht, groen licht            | 17 oktober 2021  | —                       | —          | —          | 98           | 1            |                   |